# Klara Persson

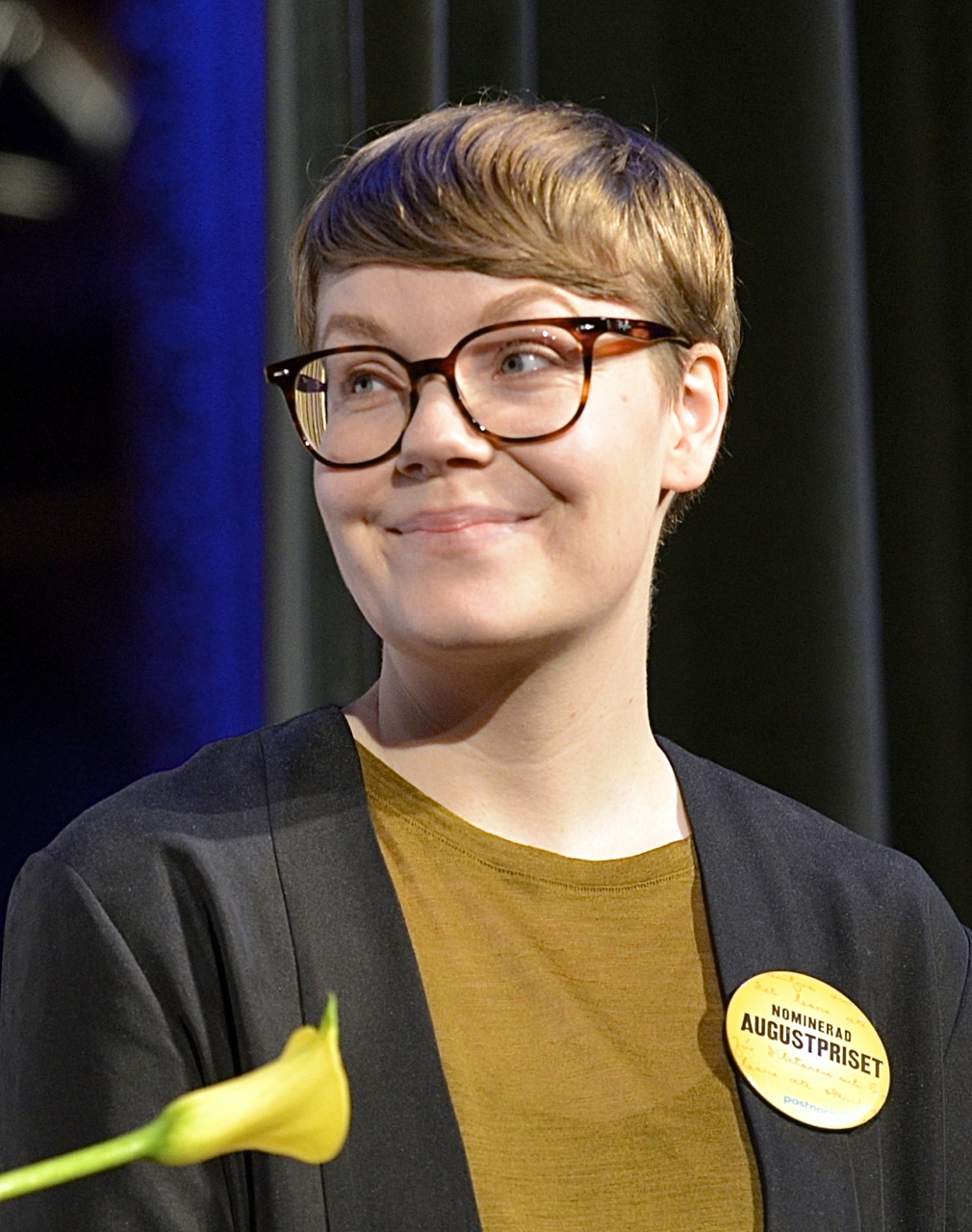
Klara Persson vid tillkännagivandet av nomineringarna till Augustpriset 2014.

Klara Persson, född 1985, är en svensk illustratör och författare av barn- och ungdomslitteratur.
Persson har studerat vid Högskolan för design och konsthantverk i Göteborg. 2013 belönades hon med Sveriges författarförbunds pris Slangbellan för bästa debutbok i kategorin barn- och ungdomslitteratur för Molly & Sus. För samma bok tilldelades hon även Snöbollen, priset för årets svenska bilderbok. Samma år nominerades hon även till Augustpriset i kategorin barn- och ungdomsböcker för boken Maximilian och Minimilian och 2014 var hon återigen nominerad i samma kategori för Jag blir en bubbla som blir ett monster som blir ett barn som Persson illustrerat och Malin Axelsson författat. 2024 vann hon Prisma Litteraturpris, kategori Årets barnbok, 0-6 år. 

## Utställningar
- Årets Svenska Bilderbok 2012 / Molly & Sus på Bildmuseet, Umeå Universitet, från 2013-03-16 till 2013-05-05 [6]